# Wrong Idea
Wrong Idea è un singolo dei rapper statunitensi Snoop Dogg e Bad Azz, pubblicato nel 2001. Il brano vede anche la partecipazione di Kokane e Lil' ½ Dead.

## Tracce
1. Wrong Idea (Clean) (featuring Snoop Dogg, Kokane, and Lil' ½ Dead) — 4:03
2. Wrong Idea (Instrumental) — 4:17

## Classifiche
| Classifica (2001)         | Posizione massima |
| ------------------------- | ----------------- |
| Stati Uniti (R&B/hip-hop) | 75                |